# Sceloporus caeruleus
Sceloporus caeruleus (синьовізерункова колюча ігуана) — вид ігуаноподібних ящірок родини фриносомових (Phrynosomatidae). Ендемік Мексики.

## Поширення і екологія
Синьовізерункові колючі ігуани відомі з двох місцевостей, розташованих на півдні штату Коауїла, зокрема на півдні гірського масиву Сьєрра-де-ла-Фрагуа та в горах на південний захід від міста Сальтільйо. Вони живуть на пустельних, скелястих схилах пагорбів, місцями порослих чагарниками.